# Yoshinobu Shiba

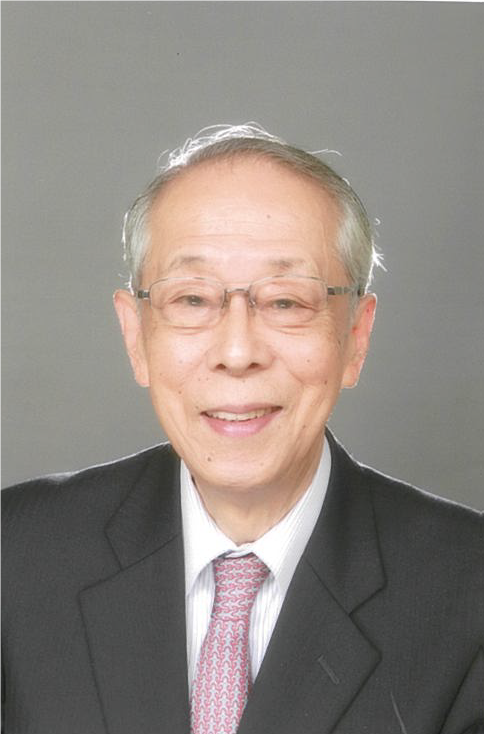
Yoshinobu Shiba

Yoshinobu Shiba (japanisch 斯波 義信, Shiba Yoshinobu; geb. 20. Oktober 1930 in Tōkyō) ist ein japanischer Historiker mit dem Forschungsschwerpunkt China.

## Leben und Werk
Yoshinobu Shiba machte 1953 seinen Studienabschluss an der Universität Tōkyō. Anschließend war er Assistenzprofessor an der Universität Kumamoto. 1979 wurde er Professor an der Universität Osaka, 1986 wechselte er zu seiner Alma Mater, leitete zuletzt das „Forschungsinstitut für Ostasiatische Kultur“ (東洋文化研究所, Tōyō bunka kenkyūjo). Nach Eintritt in den Ruhestand als „Meiyo Kyōju“ übernahm er eine Professur an der International Christian University. 2011 wurde er Direktor des Tōyō Bunko, 2013 Mitglied der Akademie der Wissenschaften. 2018 erhielt Shiba den „Tang Preis“ der von einem taiwanesischen Geschäftsmann gestiftet wurde.
Schwerpunkt Shibas Chinaforschung ist der Handel während der Song-Zeit, sind die Auslandschinesen, die Stadtentwicklung in China.
2006 wurde Shiba als Person mit besonderen kulturellen Verdiensten geehrt und 2017 mit dem Kulturorden ausgezeichnet.